# 322省道 (浙江省)
S322省道又称临石线，原编号35省道，是中国浙江省省道之一。S232省道路线的起点是临海市永丰镇与104国道相交，终点为永康市石柱镇与330国道相交，故又称临石线。途经临海市永丰镇、括苍镇、白水洋镇、仙居县下各镇、仙居、官路镇、田市镇、白塔镇、皤滩乡、埠头镇、横溪镇、湫山乡、缙云县三溪乡、壶镇镇、永康市石柱镇。其是沟通台州西部山区和东部部港区以及金华、丽水的重要通道。2009年9月1日基本与之并行的 台金高速通车后，其大部分职能被取代。